# 31312 Fangerhai
31312 Fangerhai este un asteroid din centura principală de asteroizi.

## Descriere
31312 Fangerhai este un asteroid din centura principală de asteroizi. A fost descoperit pe 31 martie 1998 la Socorro, New Mexico, în cadrul proiectului LINEAR. Asteroidul prezintă o orbită caracterizată de o semiaxă mare de 2,81 ua, o excentricitate de 0,11 și o înclinație de 9,3° în raport cu ecliptica.